# D907 (Nièvre)
De D907 is een departementale weg in het Midden-Franse departement Nièvre. De weg bestaat uit twee delen. Het eerste deel loopt van de grens met Loiret naar Mesves-sur-Loire. Het tweede deel loopt van La Charité-sur-Loire via Nevers naar Saint-Parize-le-Châtel. Beide delen worden met elkaar verbonden door de A77. In Loiret loopt de weg als D2007 verder naar Montargis en Parijs.

## Geschiedenis
Oorspronkelijk was de D907 onderdeel van de N7. In 2006 werd de weg overgedragen aan het departement Nièvre, omdat de weg geen belang meer had voor het doorgaande verkeer vanwege de parallelle autosnelweg A77. De weg is toen omgenummerd tot D907. Ook zijn ten zuiden van Nevers de oude delen van de N7 aan de D907 toegevoegd.